# Хайнрих I фон Хелфенщайн
Хайнрих I фон Хелфенщайн (на немски; † между 7 декември 1312 и 22 ноември 1313) е благородник от род Хелфенщайн, господар на замък Шпоркенбург (Шпуркенбург) в Рейнланд-Пфалц.

## Произход
Той е син на Херман I фон Хелфенщайн († ок. 1294) и съпругата му Елиза фон Рененберг († сл. 1290), дъщеря на Герхард фон Рененберг († 1270) и Бенедикта Валподе фон дер Нойербург († 1270), дъщеря на Ламберт Мударт Валподе фон дер Нойербург († сл. 1219).
Хайнрих фон Хелфеншайн построява наново от 1310 г. замък Шпоркенбург близо до Айтелборн.

## Фамилия
Хайнрих I фон Хелфенщайн се жени за Мехтилд фон Браунсберг († 1319), дъщеря на Йохан I фон Изенбург-Браунсберг († 1327) и Агнес фон Изенбург-Гренцау († 1316). Те имат седем сина:
- Херман III фон Хелфенщайн († между 27 февруари 1354 – 15 ноември 1357), господар на Шпуркенбург и Аренберг, женен I. за фон Изенбург († 13 февруари 1329), II. пр. 22 ноември 1332 г. за Аделхайд фон Браунсхорн († сл. 5 декември 1360)
- Йохан II фон Хелфенщайн († 1367), женен за Маргарета († сл. 1373)
- Гозвин
- Вилхелм, приор в „Св. Кастор“ в Кобленц
- Хайнрих
- Конрад, каноник в „Св. Флорин“ в Кобленц
- Лудвиг, каноник в „Св. Флорин“ и „Св. Кастор“ в Кобленц

Хайнрих I фон Хелфенщайн има 2 незаконни сина и една дъщеря:
- Ото, приор в „Св. Кастор“ в Кобленц
- Лудвиг, каноник във Верден
- София, канонеса в „Св. Урсула“ в Кьолн